# Перигор
Ця стаття про історичну область Франції. Інші значення див. Перигор (значення)

Герб графів Перигорських

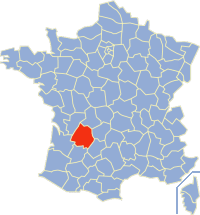
Французький департамент Дордонь

Периго́р (фр. Périgord) — історично-культурний регіон та історична провінція на південному заході Франції, відомий своєю кухнею, м'яким кліматом і багатою історичною спадщиною. Перигор отримав свою назву від кельтського племені петрокоріїв (Petrocorii чи Petragorici), чия столиця стала містом Периге.
У середньовіччі на цій території існувало Перигорське графство. За контроль над графством, розташованим на кордоні між Францією і англійськими володіннями в Аквітанії, велися запеклі війни, поки в 1607 році воно не було остаточно приєднане до Франції королем Генріхом IV разом з іншими володіннями королівства Наварра.

## Географія

### Розташування
Регіон охоплює французький департамент Дордонь, що належить до регіону Аквітанія, який посідає весь південний захід Франції. До складу історичного Перигору входили також частина департаменту Лот і Гаронна і невеликі частки департаментів Лот і Коррез. Територія Перигору перетинається численними річками, з яких найбільша Дордонь, яка надала назву створеному пізніше департаменту; проте жителі Дордоні й досі продовжують називати себе Перигорцями (фр. périgourdins).

### Ландшафт
Територію Перигору, яка лежить в межах Дордоні, зараз розподіляють на декілька ландшафтних областей, «кольорові» назви яким були надані частково з історичних міркувань, а також з метою розвитку туризму.
- Зелений Перигор (Périgord Vert) займає горбкувату, багату на ліси місцевість на півночі, яка своїм вологим дощовим кліматом більше нагадує сусідній Лімузе́н.

- Білий Перигор (Périgord Blanc) займає широку смугу із заходу на схід через центр департаменту з його столицею Периге і завдячує назвою вапняковому плато, яке здіймається з обох боків від родючої долини річки Іль.

- Чорний Перигор (Périgord Noir) займає південний схід з містом Сарла-ла-Канеда, тут ростуть густі ліси дубів і піній.

- Пурпурний Перигор (Périgord Purpre) на південному заході довкола міста Бержерак — район виноградарства і виноробства. Марка вина «Перигорське пурпурне» була упроваджена в 1970 році.

Кордони між ландшафтними областями не визначені, але загалом вважається, що вони збігаються з чотирма округами департаменту Дордонь. За давніх часів виділяли тільки Білий і Чорний Перигор, район довкола міста Периге подеколи називали Центральним Перигором. Іноді виділяють й інші ландшафтні регіони: Нонтроне́ (околиці міста Нонтрон на півночі), Ріберакуа́ (околиці міста Риберак на північному заході), Бержеракуа́ (околиці Бержерака на південному заході), Сарладе́ (місцевість довкола Сарла-ла-Канеда на південному сході). Центральну вапнякову полонину також позначають Коссе́.

### Геологія і рельєф

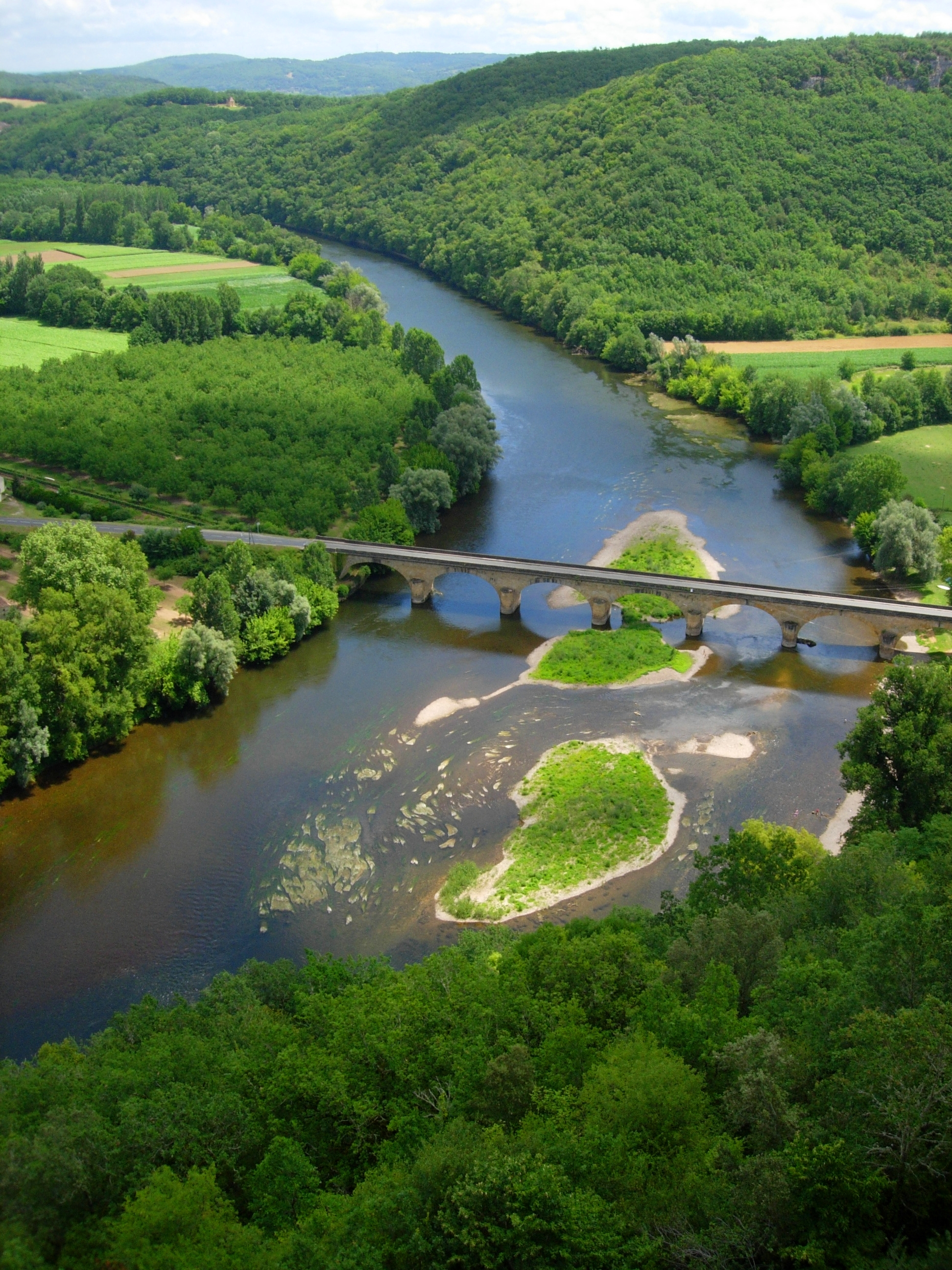
Річка Дордонь в Перигорі

Місцевість поступово підіймається з південного заходу на північний схід. Найнижча точка регіону — 8 м над рівнем моря — знаходиться нижче по течії Дордоні від Бержерака, на кордоні з департаментом Жиронда. Найвища точка — 480 м над рівнем моря — на північному сході поблизу середньовічної фортеці Веллекур на кордоні з Лімузеном. Таким чином, Перигор становить перехідну зону від Аквітанського Басейну до Центрального Масиву, гранітна основа якого складає північно-східні околиці Перигору. Зложені юрськими вапняками полонини центральної частини Перигору мають висоту приблизно 200 м над рівнем моря. В вапняках прорізують глибокі долини річки Іль, Дордонь, Дронна і Везе́р, а також існують численні печери; деякі з них зберігають сліди перебування людей кам'яної доби. Далі на захід по обом берегам річки Іль лежать кам'янисті пустки, створені льодовиковими відкладеннями: північна частина зветься Дубль, південна — Ланде́. Ці пустки, поцятковані численними дрібними озерами, лежать на висоті приблизно 150 м над рівнем моря, вони неродючі і не придатні для господарської діяльності. Ще нижче лежать долини річок в нижній їх течії, а також місцевість на крайньому півдні і північному заході, де до Перигору належать невеликі ділянки річок (відповідно) Дро і Шаранти.

### Клімат
Перигор лежить в зоні впливу західних вітрів, що дують з Атлантики. Клімат тут помірний з середнім рівнем опадів, які випадають переважно взимку. Літо тут тривале і тепле, однак також досить вологе, тут не буває регулярних періодів літньої посухи. Середня температура січня 3,5 °C, липня — 21,5 °C, різниця в середніх температурах в Бержераці на півдні і біля підніжжя Центрального Масиву на півночі становить близько 4 °C. Найнижча температура −22 °C спостерігалася на північному заході, найвища, 42 °C — в Бержераці. Зрідка внаслідок збігу несприятливих погодних умов може спостерігатися нетривала посуха чи траплятися пізні заморозки.

## Історія

### Первісна доба та античність
Вже 30 000 років тому люди кам'яної доби населяли печери Ласко́ і Кро-Маньйон, які досі зберігають сліди їх присутності і зразки наскельного живопису. Саме печера Кро-Маньйон дала назву підвиду Homo Sapiens, до якого належить все сучасне людство — кроманьйонцям.
За давніх часів територія Перигору входила до складу кельтської Галлії. Після здобуття Галлії римлянами Перигор потрапив до складу римській провінції Аквітанія; по розпаді Римської Імперії він був завойований франками.

### Середньовіччя

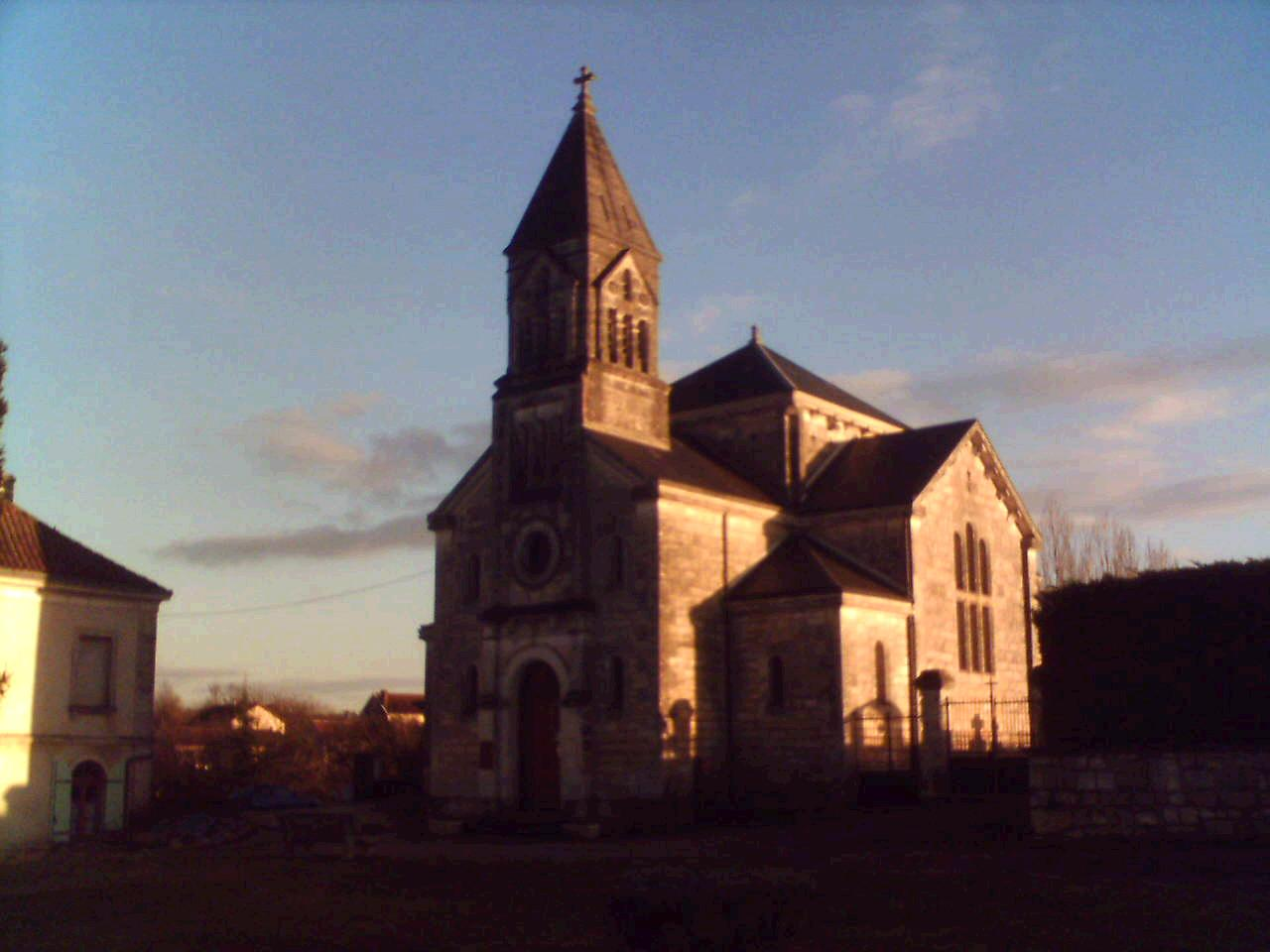
Романська церква в Лігво́ (Білий Перигор)

Вперше Перигор згадується на початку IX століття як володіння, об'єднане з Ангулемським графством. Відомий граф Ангулема та Перигора Вульгрін, згадуваний у 806 році.
В 866 році, згідно повідомлень хроніки Адемара, було засноване окреме Перигорське графство, котре, в свою чергу, було віддане в лен чотирьом баронам.
Після одруження Елеонори Аквітанської з англійським королем Генріхом II Плантагенетом в 1152 році Перигор разом з усім південним заходом Франції більш ніж на 300 років потрапив до ленного володіння англійських королів. І досі не дуже впливове в політичному відношенні, під англійською владою графство прийшло в ще більший занепад, перетворившись на арену суперництва між державами і перебуваючи під керуванням слабких і нерішучих правителів. Під час Сторічної війни (1337—1453) лінія протистояння проходила просто через Перигор, у зв'язку з чим по місцевим селам відбувалося масштабне сплановане будівництво укріплених садиб (фр. bastide) і церков. Саме Перигор вважається центром розповсюдження романського стиля в архітектурі.
Вже починаючи з 1204 року окремі частини Перигору почали повертатися під владу французького короля; активна суперечка за Перигор між англійцями і французами почалася в 1259 і продовжилася під час Сторічної війни. Поступово французи здобували перевагу і змусили англійців відступити на південний захід. Битва при Кастійоні, яка завершила Сторічну війну і змусила англійців остаточно покинути південний захід Франції, насправді відбулася в межах Перигору, на південній його околиці на березі Дордоні, біля містечка Ламот-Монтравель.
Релігійні конфлікти під час Реформації роздерли Перигор навпіл: Периге залишився вірним католицькій церкві, тоді як Бержерак приєднався до реформаційного руху. Подальше розгортання конфлікту призвело до різанини гугенотів.
Ще в 1470 році Перигор перейшов під владу дома Албрет і згодом був успадкований і приєднаний до володінь Наваррської корони. В 1607 році, коли наваррський король Генріх III посів французький престол (під іменем Генріха IV) як засновник династії Бурбонів, Перигор був остаточно приєднаний до Франції. В XVIII ст. Перигор був включений до складу провінції Гієнь і підпорядкований Бордо.

### Нова доба
Незважаючи на розбрат і смути, в XVI ст. Перигор переживає період розквіту, пов'язаний з бурхливим розвитком трансатлантичної торгівлі. Регіон, багатий на природні ресурси, такі, як деревина і залізо, а також на продукти сільського господарства (з яких за тих часів найважливішим було вино), значно зміцнів в економічному, культурному і духовному відношенні. Мішель де Монтень, тогочасний бургомістр Бордо, і Жан де ла Беті були серед найзначніших літературних діячів і філософських мислителів того часу. Пишно оздоблені домівки заможних містян, збудовані в ті часи, прикрашають вулиці Периге і Сарла-ла-Канеди. На часи ренесансу та бароко припадає також будівництво більшості місцевих за́мків і маєтків, завдяки якім Перигор був прозваний «Землею тисячі замків» (цікаво, що точне число Перигорських замків дорівнює 1001).
Після Французької революції Перигору в 1790 році було дозволено вийти з підпорядкування Бордо і утворити окремий департамент, функції столиці якого повинні були виконувати по черзі великі міста регіону. Департамент був створений майже в межах давнього графства, лише на півдні і сході деякі ділянки були передані іншим департаментам, замість яких були приєднані деякі землі на півночі. Однак в тому же році центральний уряд вирішив перейменувати департамент в Дордонь і встановити постійною резиденцією префектури місто Периге.
Індустріалізація відбувалася в Перигорі пізно і повільно і мала дуже обмежений вплив; регіон начебто би впав в тривалу економічну летаргію. До того ж, місцеві виноградники були вражені філоксерою і майже повністю нею знищені. З цього почався період цілковитого господарського занепаду, наслідків яких регіон остаточно не позбувся навіть сьогодні. Одним з наслідків стало масове переселення селян до міст і еміграція до інших країн; зараз в департаменті Дордонь живе менше людей, ніж в 1800 році. За новітніх часів цю тенденцію вдалося частково подолати за допомогою розвитку туризму, якому сприяє відсутність в Перигорі важкої промисловості і, внаслідок цього, здорова екологія. Сьогодні покинуті чи зруйновані садиби, селянські дома, млини та замки часто придбавають іноземці з метою після ремонту використовувати їх як місце літнього відпочинку чи навіть постійного мешкання. Основну частину іноземних землевласників становлять англійці, але багато голландців та німців також виявляють інтерес к придбанню нерухомості в цієї пасторальній місцевості.

## Населення

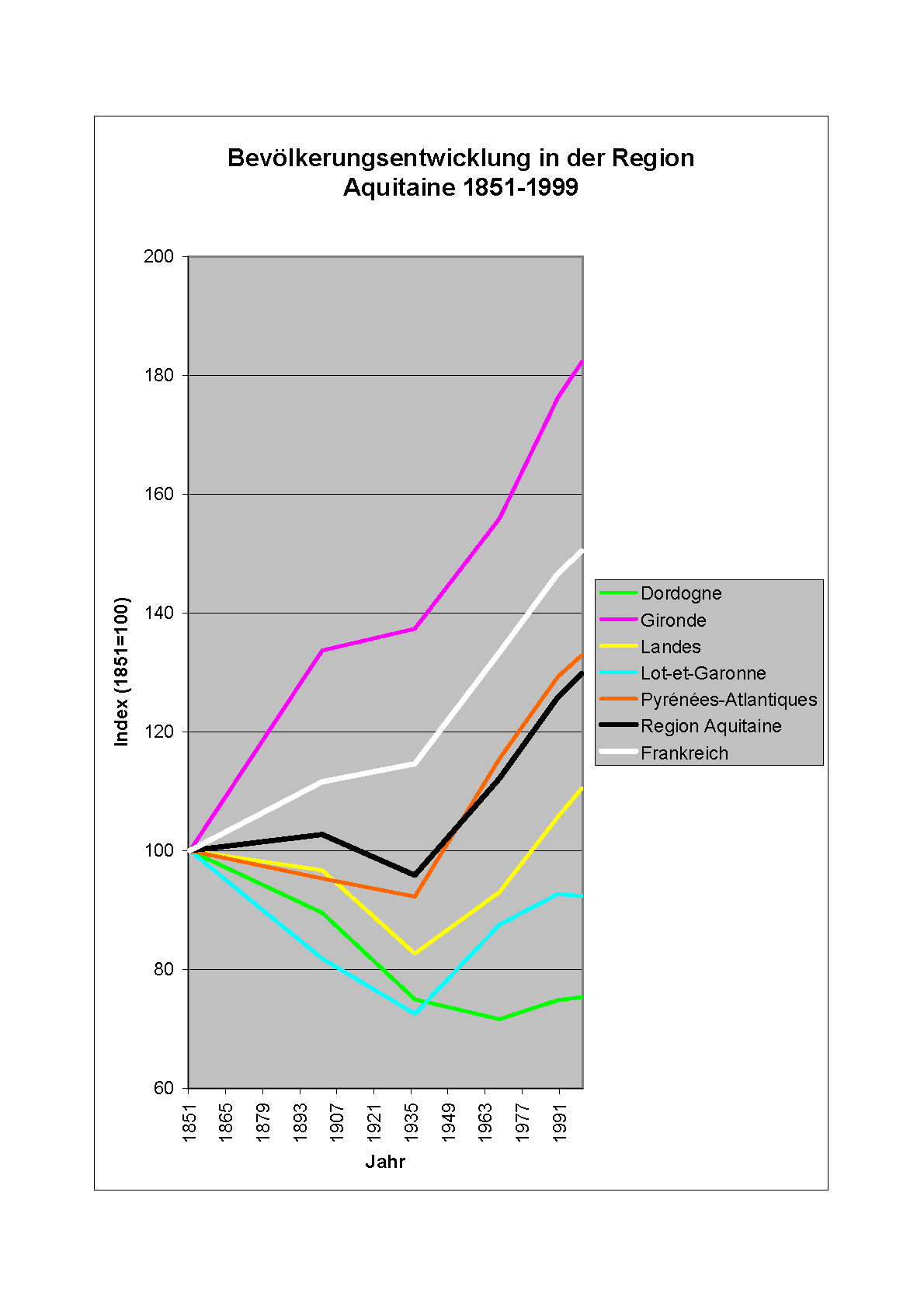
В порівнянні з іншими департаментами Аквітанії населення Перигору (департамент Дордонь, зелена крива) протягом останніх 150 років зазнало найзначнішого зменшення

Перигорці досі зберігають традиції сільського життя і пишаються ними. Традиційними якостями Перигорців вважають гостинність і відкритість, а також працьовитість і енергійність, і така точка зору цілком обґрунтована, зважаючи на те, як швидко і успішно вдалося розвинути в регіоні туристичну індустрію.
Національне усвідомлення Перигорців як французів сформувалося досить пізно — ідея французької національної держави, зцементованої спільністю поглядів, виникла лише після Великої Французької революції. Саме тоді була започаткована централізована бюрократія, яка почала форсоване впровадження французької мови. Ця тенденція була значно підсилена заведенням в 1871 обов'язкової загальної освіти, і зараз майже всі Перигорці розмовляють стандартною французькою мовою. Раніше діалектами французької розмовляли лише в деяких місцях на крайньому заході, решта же Перигору спілкувалася окситанською (провансальською) мовою. Трьома діалектами провансальської і зараз розмовляють подекуди в сільській місцевості, але, хоча останнім часом серед Перигорців спостерігається відновлення інтересу до мови предків, провансальська мова в Перигорі знаходиться під загрозою зникнення.

### Структура населення
Як і інші переважно сільські регіони Франції Перигор страждає від еміграції і недостатнього розвитку інфраструктури. Внаслідок цього населення сільських областей за межами міських агломерацій поступово старіє і майже не має природного приросту. За етнічним складом населення Перигору гомогенне, відсоток іммігрантів незначний і стає помітним лише при врахуванні іноземців, які приїжджають до Перигору лише сезонно. Серед приїжджих з інших регіонів Франції найчисленніші переселенці з Ельзасу та Бретані; в 1962—1964 роках тут також розселялися біженці з Алжиру.

### Демографічна динаміка
Населення Перигору, як і більшості інших переважно сільських регіонів Франції, поступово зменшувалося протягом XIX та XX ст., лише починаючи з 1990 року почали спостерігатися зворотні тенденції. При цьому найбільших втрат зазнавали окраїнні місцевості: найбільша еміграція відбувалася з північних та північно-східних околиць Перигору. Деякі кантони протягом 80 років з 1921 по 1999 фактично знелюдніли, втративши до двох третин свого населення. Протягом цього ж терміну населення сіл решти Перигору зменшилося на 20-60 відсотків. В той же час дещо збільшувалося населення приміських зон Периге і Бержераку, економічно активні зони удовж національних автострад і в долинах річок, а також деякі менші міські центри, такі як Сарла-ла-Канеда і Террасон.

## Політика
Політичні прихильності Перигорців визначають численні особливості, типові для населення французького південного заходу.
Політичний лібералізм має традиційно міцну підтримку по всьому південному заходу. Частково це є відлунком періоду господарського розквіту XVIII ст., який став наслідком впровадження політики вільної торгівлі. Історичним прикладом місцевого лібералізму є також фракція жирондистів, яка під час Великої французької революції відстоювала права людини і громадянські права, лібералізм в господарських питаннях, свободу підприємництва і захист приватної власності. Початок цих тенденцій можна простежити ще далі в минуле, у період Реформації, коли на південному заході Франції існували численні впливові гугенотські общини з власним самоврядуванням.
В XX ст. Перигор став місцем заснування Радикальної партії (фр. Parti Radical), яка об'єднала прихильників ліберальних поглядів. Протягом своєї історії партія зазнавала численних розколів, і зараз існує під назвою Партії лівих радикалів (Parti Radical de gauche), об'єднуючи ліберальні політичні сили з лівого боку політичного спектру. Союз за французьку демократію (Union pour la démocratie française), праволіберальна партія, яка у минулому відкололася від неї, також отримує в Перигорі традиційно велику кількість голосів.
Населення південного заходу пишається місцевими традиціями толерантності і відкритості. Про це постійно свідчать результати виборів; правоекстремістська партія Національний фронт ніколи не одержує тут більше 10 % голосів, тоді як в цілому по країні її підтримка сягає 20 %.
Внаслідок селянсько-аграрного складу місцевої економіки в Перигорі також традиційно мала міцну підтримку Комуністична партія, яка знаходила серед дрібних землевласників і сільськогосподарських робітників своїх справжніх прихильників. Однак зараз за комуністів в Перигорі звичайно подається голосів не більше, ніж у середньому по країні, і він втрачає своє колишнє значення виборчої вотчини ФКП.
Південний захід, і з ним Перигор, були також місцем народження численних дрібних і зовсім крихітних партій, з яких найцікавіша партія ШПНТ (фр. CPNT — chasse, pêche, nature, tradition, тобто «полювання, рибальство, природа, традиції»). Ця партія проголошує своєю метою винятково захист інтересів мисливців та рибалок, рекомендує себе як «партію протесту» і як така здатна відтягнути до себе досить значний виборчий потенціал на останніх виборах в Європарламент вона отримала 7 % голосів.
Внаслідок строкатості політичного спектру в Перигорі, як і на національному рівні, партії змушені вступати в виборчі альянси. Як правило, на парламентських виборах і на виборах депутатів міських рад більшість здобувають представники помірно лівих партій. Однак політичні сили розподілені по Перигору нерівномірно: Периге десятиріччями становить оплот консерваторів, тоді як в Бержераці мають більшу підтримку соціалісти.

## Релігія
Понад 90 % населення Перигору — католики. Протестантські общини, які за часів Реформації мали особливо великий вплив на півдні Перигору, зараз рідкісні й нечисленні, і не відіграють у суспільному житті помітної ролі. В передмістях Периге і Бержераку, де найвища концентрація іммігрантів, подекуди помітний вплив ісламу. Наприкінці XX ст. біля Сарла-ла-Канеди була заснована буддистка община, яка налічує декілька сот членів.

## Господарство

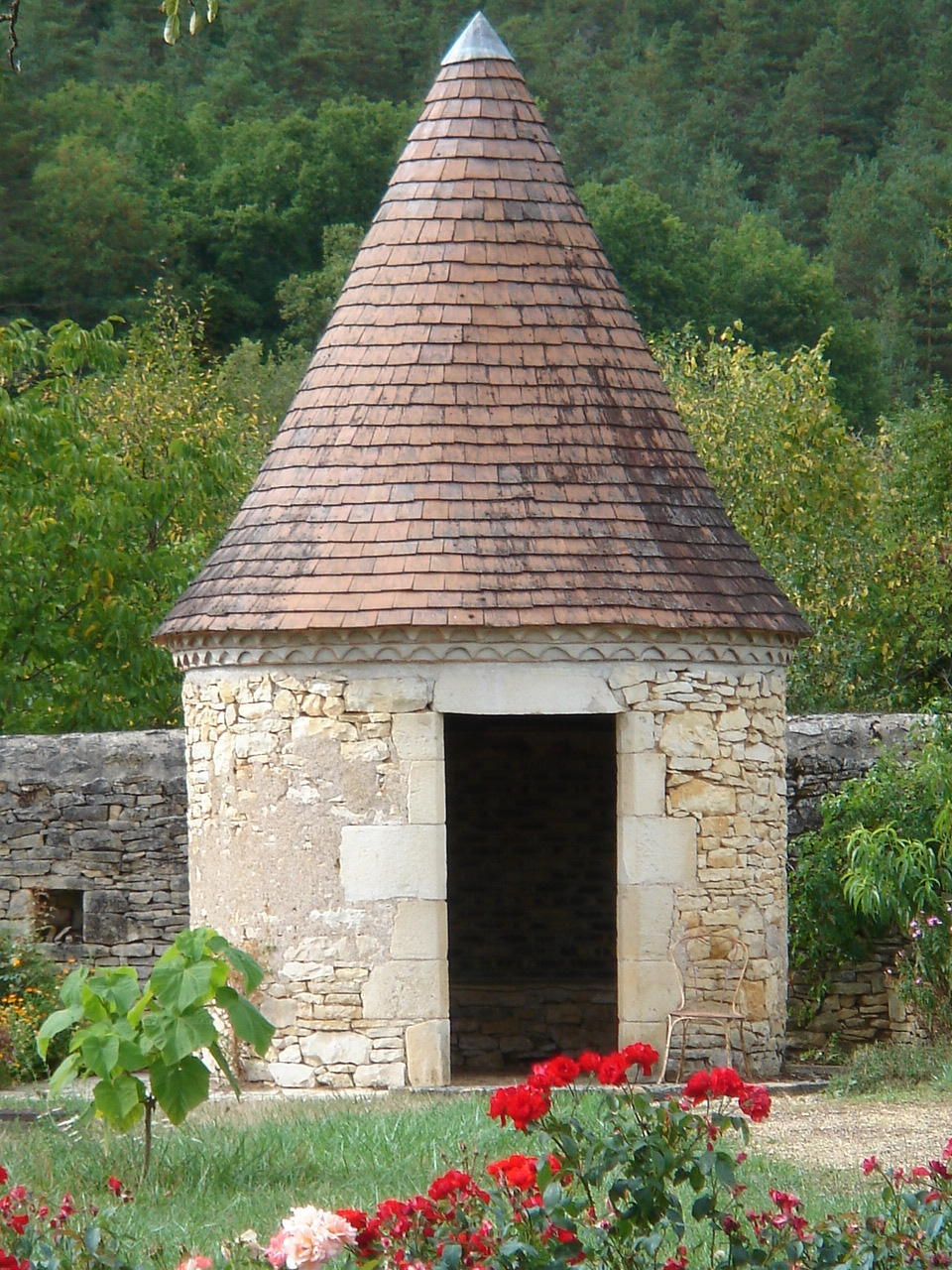
Borie, традиційна хатина з тесаного каменя, характерна для півдня Франції

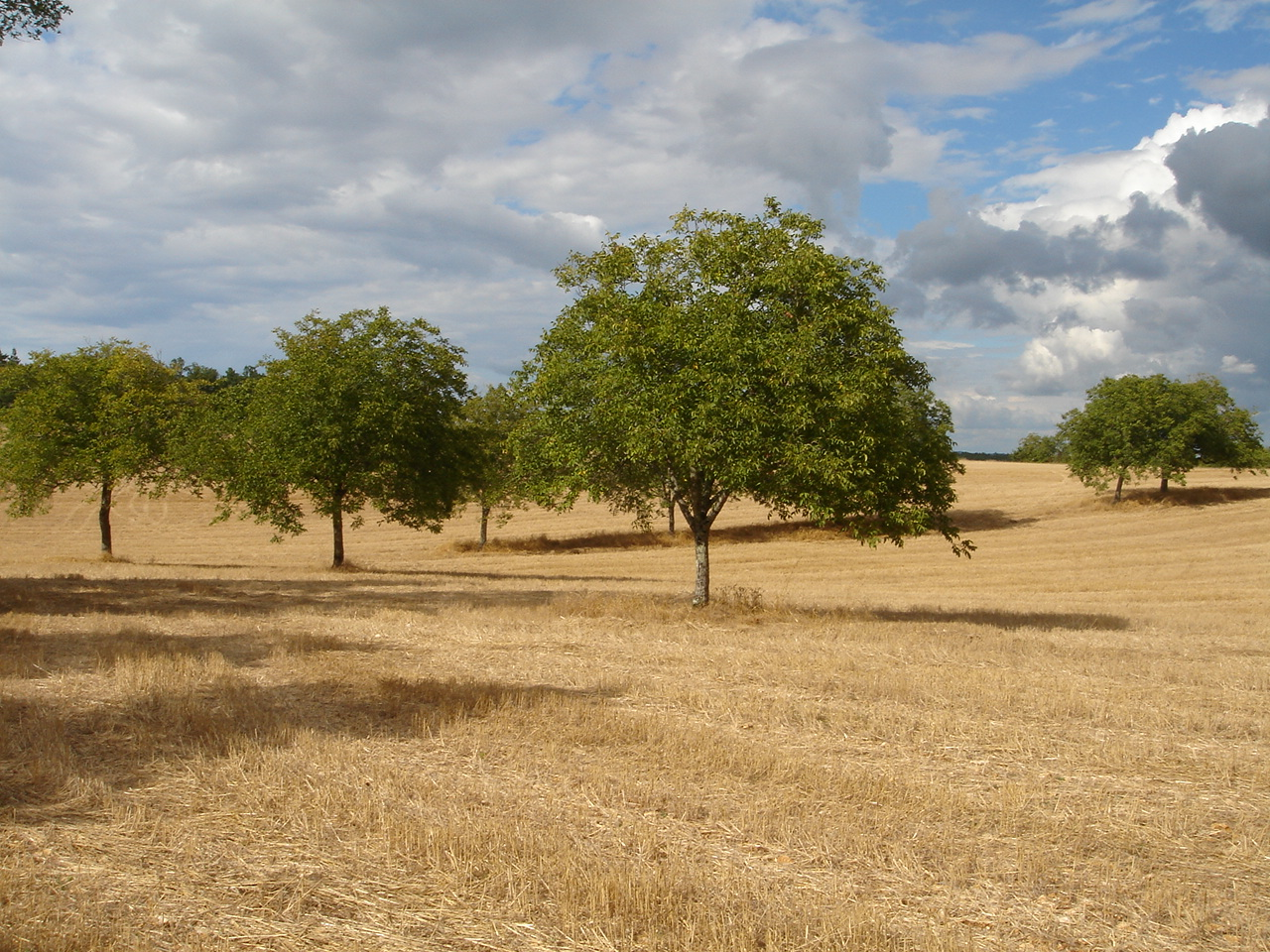
Горіхові дерева в Білому Перигорі.

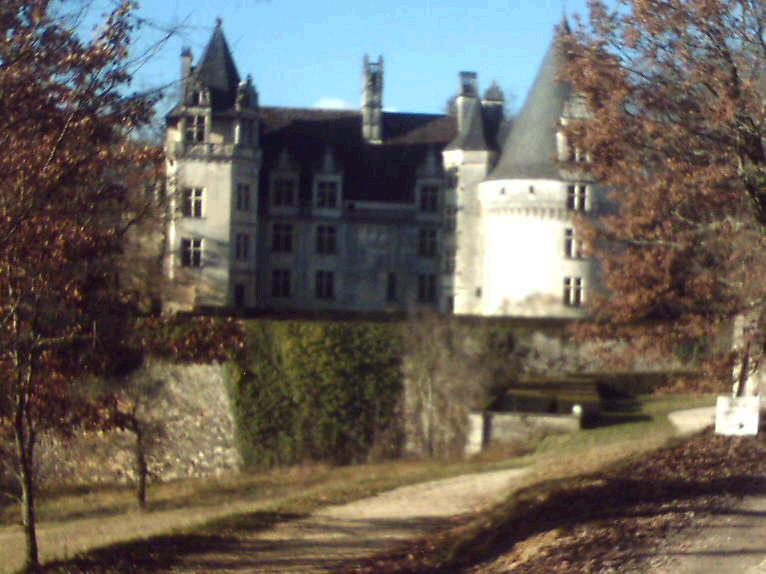
Замок Пуйгілем — одна з головних туристичних пам'яток Перигору

### Сільське господарство
За винятком декількох індустріальних центрів Перигор — переважно сільськогосподарська область. Відсоток зайнятих в аграрному секторі і сьогодні значно перевищує середній рівень по країні. На півночі в основному поширено вирощування кукурудзи, овочів, а також скотарство; на півдні основою економіки є виноробство і зрощування тютюну. Вино з околиць Бержераку має власні марочні позначення, серед інших бержерацьке сухе (Bergerac Sec), пешарман (Pécharmant, сухе кріплене червоне і біле вино) і монбазильяк (Monbazillac, солодке біле вино, схоже на ліквор). Широко відомі Перигорські трюфелі, але місцеві білі гриби і лисички також мають велику популярність. Поширені плантації грецьких горіхів, з яких, часто з застосуванням традиційних технологій і засобів, вижимають високоякісну горіхову олію. Іншим відомим місцевим делікатесом є гусяча печінка фуа гра, яка експортується по всьому світі. Зараз фуа гра виробляється не тільки в Перигорі, а також в інших місцях, зокрема в Ізраїлі.
Велике значення має також лісове господарство, оскільки ліси покривають майже половину території Перигору. Місцеві дуби, пінії та каштани надають сировину для різноманітних деревообробних підприємств.

### Промисловість
Основою місцевої важкої промисловості є металургія, яка відповідає місцевим традиціям і існує в Перигорі з середньовічних часів. Друге місце займає деревообробка, зокрема виробництво меблів. Квітуча у минулому взуттєва промисловість зуміла зберегти свої позиції, незважаючи на глобалізацію. Але найважливішу роль зараз відіграє харчова промисловість, яка спеціалізується на виробництві всесвітньо відомих делікатесів: фуа гра (гусяча печінка), маринованої гусятини та качатини, соусів, вин та делікатесних видів грибів, зокрема трюфелів.
На вапнякових плато, які займають всю центральну частину Перигору, працюють численні каменярні. Камінь використовується для будівництва, а також для реставрації старих будівель і для облицювання фасадів. Місцевий вапняк постачається по всієї Франції і за кордон.

### Сфера послуг
Сектор послуг в основному скерований до цілей туристичної індустрії. Існує велика кількість маленьких готелів, які часто розташовані в історичних будівлях, а також домів відпочинку, ресторанів та клубів. Велике значення в Перигорі має сільський туризм, але історичні міста також приваблюють численних туристів, які цікавляться історією та культурою краю, різноманіттям музеїв та історичних пам'яток.

### Структура промисловості
Перигор не має чітко визначеного центру. Центри господарської активності становлять Периге і Бержерак, найкрупніші міста краю, між якими існує звісне суперництво. Адміністративний, культурний, та духовний центр Периге в господарському плані все більше уходить в тінь Бержераку, який розвивається значно динамічніше. Місцеві агломерації досить добре обслуговують ближні околиці, однак їх вплив неспроможний конкурувати з тяжінням розташованого неподалік Бордо. Північ краю тяжіє в напрямку Ліможа, схід — Брив-ла-Гаярда, південь — Ажена, позаяк ці міста легше і швидше доступні, ніж обидва Перигорські центри.

## Транспорт
Транспортна мережа Перигору розвивалася досить повільно, тому що він лежав осторонь магістральних торгових та транспортних шляхів. Лише за новітніх часів край з півночі на південь перетнула автострада А20. Автострада А89, яка має перетнути Перигор в напрямку зі сходу на захід, станом на 2005 рік ще будувалася: готова ділянка кінчалася в Мюссідані за 40 км на захід від Периге і знову починалася в Брив-ла-Гаярді в департаменті Коррез.
Більші міста зв'язані залізницею, однак магістральні залізничні лінії знову ж обминають Перигор. Плани будівництва швидкісної залізниці Бордо—Ліон, яка мала пройти через Перигор, заштовхнулися з активним опором з боку місцевих жителів.
Річкове пароплавство по Дордоні та Ілю зараз вже не має ніякого економічного значення і обслуговує винятково туристичну та розважальну індустрію.
Протягом останніх років спостерігається збільшення кількості рейсів, які обслуговує місцевий аеропорт в Бержераці.

## Визначні пам'ятки

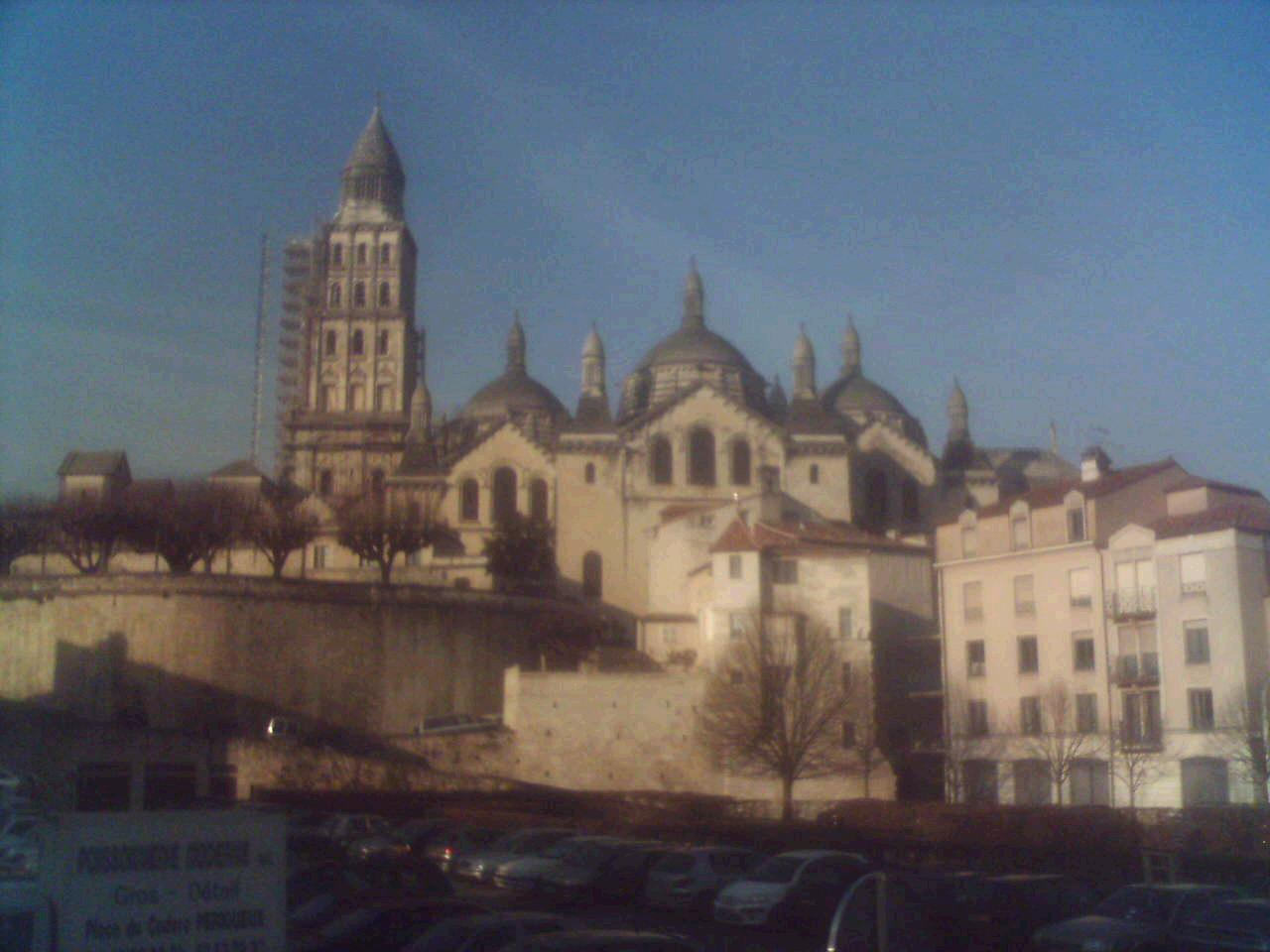
Кафедральний собор в Периге

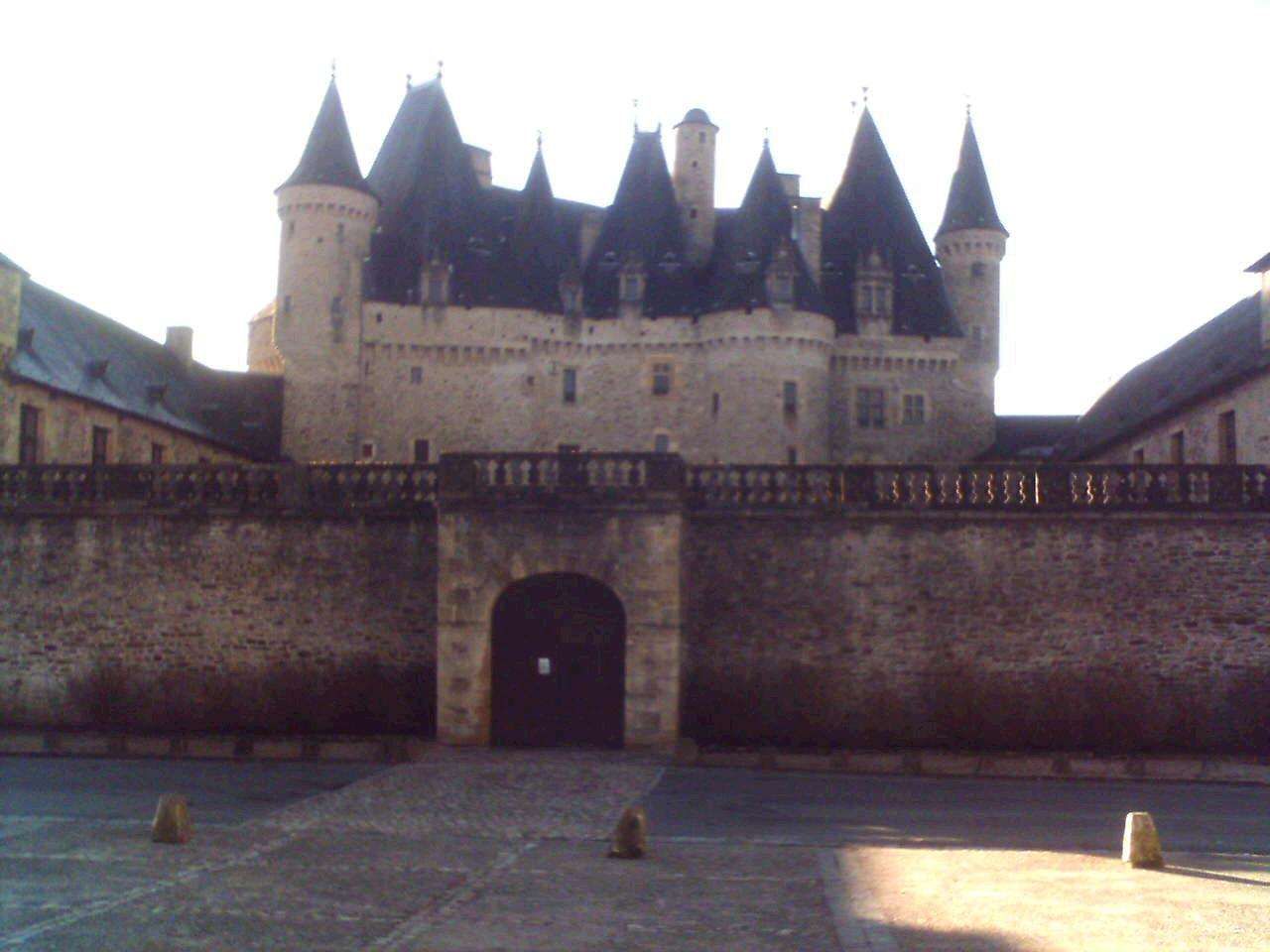
Жюмільяк-ле-Гран — один з тисячі Перигорських замків

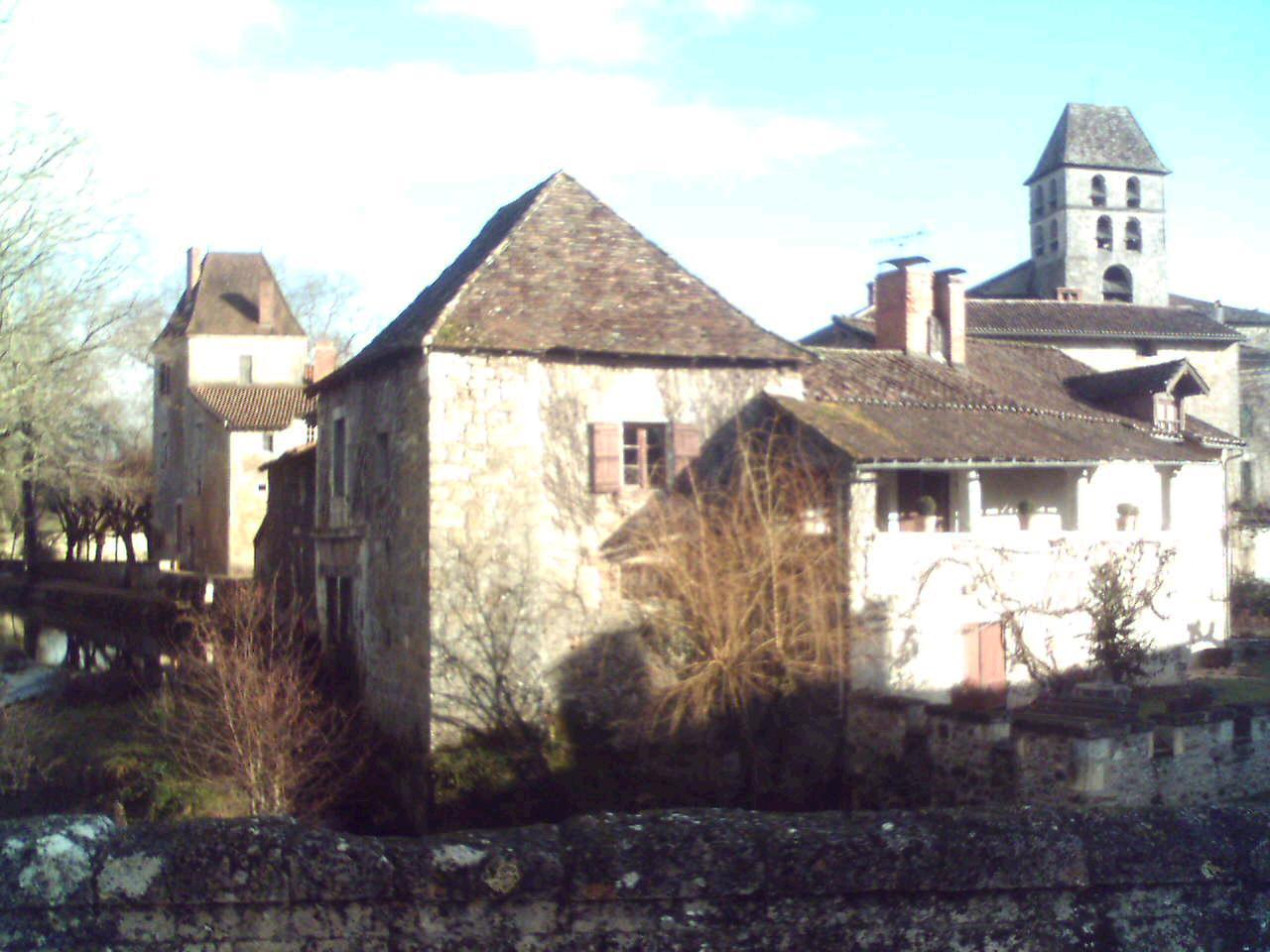
Село Сен-Жан-де-Коль в Зеленому Перигорі

Старе місто Периге вважається найкрасивішим архітектурним ансамблем суцільної історичної забудови в усієї Франції. Над містом панує кафедральний собор Сен-Фрон, який було збудовано в XII ст. і в XIX ст. піддано значній реконструкції. Його могутні романські купола височіють над плутаниною прокладених ще в середньовіччі вуличок, перевулків та сходів. Подекуди збереглися рештки фортечних стін та інших міських укріплень.
В Бержераці, який з архітектурної точки зору не такий цікавий, існує велика кількість різноманітних музеїв, з яких найвідоміший — музей тютюну.
Видатні археологічні пам'ятки концентруються в долині річки Везер, з її печерами і стоянками кам'яної доби; археологічні знахідки, розкопані тут, демонструються в музеї первісної історії в Лез-Езі-де-Таяк-Сірей. На жаль, доступ до найвідоміших археологічних пам'яток в печерах Ласко і Кро-Маньйон був закритий після того, як було помічено, що дихання відвідувачів зашкоджує наскельному живопису, але в 1980-х роках для туристів була збудована повна копія тих печер. Ці місця є центром поширення Перигорської культури верхнього палеоліту.
В Соржі існує єдиний у світі музей трюфелів, а в Нонтроні — музей ляльок.
Сарла-ла-Канеда — невелике містечко, історичний центр якого витримано в архітектурному стилі Ренесансу. В 1970-х роках центр міста зазнав суцільної реставрації, яка була визнана зразковою для пізніших подібних проектів.
Затишний і компактний історичний центр містечка Брантом розташований навпроти руїн великого монастиря, частина якого видовбана в скелі.
На річці Дордонь для туристів влаштовуються сплавні маршрути на плотах та каное.
Також варта уваги низка Перигорських замків (Офор, Монтень, Монбазільяк) і мальовничих сіл, з яких деякі офіційно прилічуються до категорії «Найгарніших сіл Франції» (наприклад, Сен-Жан-де-Коль поблизу Тів'є). До історичного Перигору належать також замки Помпадур зі знаменитим кінським заводом в департаменті Коррез, і Бонагіль в департаменті Тарн і Гаронна, остання зі середньовічних французьких прикордонних фортець, яка була поставлена пізніше інших і жодного разу не виконувала свого прямого військового призначення.